# Trygodes tarapotensis
Trygodes tarapotensis är en fjärilsart som beskrevs av Louis Beethoven Prout 1936. Trygodes tarapotensis ingår i släktet Trygodes och familjen mätare. Inga underarter finns listade i Catalogue of Life.